# الجمرة (مسلسل)
الجمرة مسلسل يمني بدوي يحكي عن حياة البادية الحضرمية في نهايات القرن التاسع عشر وعلاقات القبائل البدوية فيها في ظل الصراع الأبدي بين الخير والشر والنزاعات القبلية.

## شخصيات العمل
- أحلام علي في دور الجمرة: بنت الشيخ مانع وشاعرة مجيدة.
- زيدون العبيدي في دور مشعل الحطاب: ربيع لدى قبيلة الشيخ رداد شاعر فارس وهاوي للجمرة.
- عامر البوصي في دور الشيخ بطيشان : شيخ المطاريد ومقهوي المقدم محيمود قبل هروبه من قبيلته بعد قتله لفريح أخو رداد.
- فهد القرني في دور الذيب: من المطاريد وفارسهم انضم إليهم بعد اتهامه ظلما بقتل أحد رجال قبيلته.
- حسن عرفان في دور غيثان بن محيمود: ابن المقدم محيمود والذي يعيش قصة حب مع القرنفل.
- غيداء جمال في دور القرنفل بنت سلوم: بنت المقدم سلوم.
- أحمد عبد الله سالم في دور المقدم سلوم: شيخ قبيلة المقدم سلوم إحدى بطون عرب الشناطيب وأحد المتنازعين على منصب شيخ مشائخ الشناطيب ومقدم طايلتها.
- سالم البكري في دور المقدم محيمود: شيخ قبيلة المقدم محيمود إحدى بطون عرب الشناطيب وأحد المتنازعين على منصب شيخ مشائخ الشناطيب ومقدم طايلتها.
- أفراح محمد خان في دور شيخة: زوجة المقدم سلوم وأم القرنفل.
- حسن علوان في دور الشيخ مانع أبوالجمرة: شيخ قبيلة أبوالجمرة إحدى بطون عرب الرملة وشيخ مشائخها.
- صالح الصالح في دور دهاس: ابن أخو الشيخ مانع أبوالجمرة والطامح لوراثة الشيخه بعد عمه.
- رياض حترش في دور الشيخ رداد :شيخ قبيلة الشيخ رداد، إحدى بطون عرب الرملة.
- راشد بارباع في دور عايض بن فريح: ابن فريح أخو رداد وابن أخت دهاس.
- نوفل الجوير في دور غدران: من المطاريد والمقربين للشيخ بطيشان، قبيلته الأصلية هي نفسها قبيلة الذيب.
- شروق محمد في دور سعدة: زوجة الشيخ رداد وأخت دهاس.
- فاطمة الخالدي في دور حمدة : زوجة الشيخ مانع وأم الجمرة.
- حسن مثنى في دور منكوب: من المطاريد وجاسوس الشيخ بطيشان.
- أمل إسماعيل في دور أم مشعل:أم مشعل الحطاب.
- حسان ردمان في دور ركاز: صديق دهاس المقرب .
- خديجة باسبيعة في دور النشمية : أخت غيثان.
- أحمد محروس في دور الحكيم راشد: طبيب من قبيلة المقدم سلوم وحكيمها.
- سراب عادل في دور الغصين : إحدى نساء قبيلة الشيخ مانع أبوالجمرة وأخت عايد.
- عمر مجلد في دور سويد: راعي عند المقدم سلوم.
- نجوى الجبلي في دور طشة: زوجة سويد.
- نجيب الغزي في دور صقر: أحد رجال الشيخ مانع.
- عدنان السماوي في دور عايد: أحد رجال الشيخ مانع.
- حسين مثنى في دور عون: حطاب من قبيلة الشيخ رداد وصديق مشعل.
- عبدالمحسن المراني[1] في دور قابس : من رجال المطاريد.
- نبيل السمح في دور عابس : من رجال المطاريد.
- عمر هبشان في دور الشوير منصور :أحد وجهاء قبيلة المقدم سلوم وعقدائها.
- حمزة الجفري في دور مبروك : راعي عند المقدم محيمود.
- فالح: شاعر متجول بين القبائل من قبيلة الشيخ رداد وكان سبب تعارف الجمرة ومشعل.